# Noepoli
Noepoli ist eine süditalienische Gemeinde (comune) mit 739 Einwohnern (Stand 31. Dezember 2023) in der Provinz Potenza in der Basilikata. Die Gemeinde liegt etwa 76 Kilometer südöstlich von Potenza im Nationalpark Pollino am Sinni, gehört zur Comunità montana Val Sarmento und grenzt unmittelbar an die Provinz Matera.

## Geschichte
Die ursprüngliche Siedlung ist vermutlich im 8. oder 7. Jahrhundert vor Christus entstanden. Bis 1863 hieß die Siedlung noch Noja und wurde dann in den heutigen Namen umbenannt.

## Verkehr
Durch die Gemeinde führt die Strada Statale 92 dell'Appennino Meridionale von Potenza nach Villapiana.